# 호나이역
호나이역(일본어: 保内駅)은 일본 니가타현 산조시에 있는, 동일본 여객철도의 철도역이다. 신에쓰 본선이 지나간다.

## 역 구조
상대식 2면 2선 구조의 지상역이다. 양쪽 승강장은 과선교로 이어져 있다.
무인역으로, 역사는 1번선 쪽에 있다. 맞이방 겸용 역사에는 간이자동발권기, 화장실 등이 있다. 간이 개찰기에서 스이카 및 제휴 교통카드의 사용이 가능하다.

### 승강장
| 1 | ■ 신에쓰 본선 | 히가시산조 · 나가오카 방면 |
| 2 | ■ 신에쓰 본선 | 가모 · 니쓰 · 니가타 방면  |

## 역세권 정보
- 국도 제403호선

## 역사
- 1943년 9월 20일 - 일본국유철도의 호나이 신호장으로 개업했다.
- 1949년 8월 1일 - 보통역으로 승격했다.
- 1987년 4월 1일 - 민영화에 따라 동일본 여객철도의 소속이 되었다.
- 2006년 1월 21일 - 스이카의 사용이 개시되었다.

## 인접역
| 동일본 여객철도 신에쓰 본선 | 동일본 여객철도 신에쓰 본선 | 동일본 여객철도 신에쓰 본선 |
| --------------------------- | --------------------------- | --------------------------- |
| 히가시산조 나오에쓰 방면    | ■ 보통                      | 가모 니가타 방면            |